# Jarryd Christensen
Jarryd Christensen est un joueur australien de volley-ball né le 22 août 1988. Il mesure 1,98 m et joue réceptionneur-attaquant. Il totalise 25 sélections en équipe d'Australie.

## Clubs
| Club          | Pays     | De        | À         |
| ------------- | -------- | --------- | --------- |
| Middelfart VK | Danemark | 2006-2007 | 2008-2009 |